# Heinrich Bulle
Heinrich Bulle (Bremen, 11. prosinca 1867. – Bad Kohlgrub, 6. travnja 1945.), njemački areheolog.

## Životopis
Bio je asistent na muzeju u Münchenu 1895. godine, privatni docent za arheologiju na sveučilištu g. 1898., od g. 1902. izvanredni profesor u Erlangenu, a od 1908. redovni profesor u Würzburgu. Bio je članom središnjega ravnateljstva njemačkoga arheološkoga zavoda u Berlinu.